# 빌랴니시

시 문장

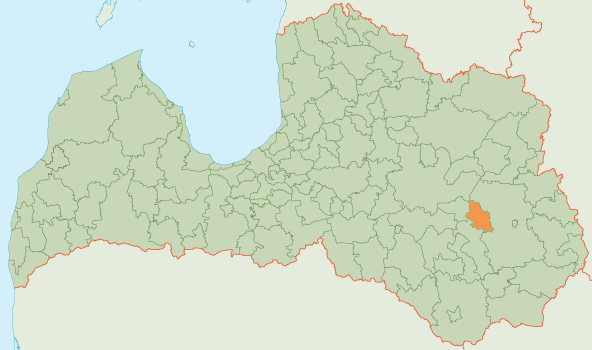
빌랴니 시의 위치

빌랴니시(라트비아어: Viļānu novads)는 라트비아의 지방 자치체로 행정 중심지는 빌랴니이며 면적은 284.9km2, 인구는 7,243명(2009년 기준), 인구 밀도는 25명/km2이다. 1개 도시, 3개 교구를 관할한다.